# Hospital de Niños Indira Gandhi
El Hospital de Niños Indira Gandhi está situado en la ciudad de Kabul y se trata del principal hospital de niños de Afganistán. Tiene 150 camas y en 2004 comenzó con el primer centro de parálisis cerebral en Afganistán. También cuenta con un centro de prótesis que se inició con ayuda del gobierno de la India, que tiene capacidad para hasta 1000 personas.
Algunos médicos indios que trabajaban en este hospital murieron en el atentado de Kabul de febrero de 2010 llevado a cabo por los talibanes. 